# Jörg Maria Ortwein
Jörg Maria Ortwein (* 1961 in Kempten (Allgäu)) ist ein deutscher Saxofonist, Musikpädagoge, Bildungswissenschaftler sowie  Hochschulrektor.

## Leben und Wirken
Ortwein studierte am Richard-Strauss-Konservatorium München im Fach Saxofon und hatte zudem Unterricht bei Iwan Roth, Claude Delangle und Daniel Deffayet und Jean-Marie Londeix. Dem Musikstudium folgten sozialwissenschaftliche Studien an der Fernuniversität in Hagen mit den Kerngebieten Erziehungswissenschaften, Mediendidaktik und Medienkommunikation, Berufs- und Wirtschaftspädagogik, Soziologie, Sozial- und Entwicklungspsychologie sowie Empirische Bildungsforschung. Im Jahr 2018 wurde Ortwein mit seiner Dissertation zur Hochschuldidaktik an Musikhochschulen an der Universität Mozarteum Salzburg promoviert.
Von 1987 bis 2003 unterrichtete Ortwein als Lehrender für Saxofon an der Sing- und Musikschule der Stadt Kempten (Allgäu). Von 1989 bis 2007 unterrichtete er als Professor für Saxofon und Kammermusik am Vorarlberger Landeskonservatorium. Seit 2006 ist er Direktor des Vorarlberger Landeskonservatoriums. Im Jahr 2022 gründete Ortwein die erste Privathochschule in Österreich. Seitdem wirkt er als Rektor der Stella Vorarlberg Privathochschule für Musik mit Sitz in Feldkirch.
Von 1990 bis 2005 arbeitete Ortwein als freischaffender Orchestermusiker in verschiedenen Orchestern wie den Bamberger Symphoniker, den Stuttgarter Philharmoniker, dem Orchester des Hessischen Rundfunks u. v. m. Als freischaffender Musiker ist er insbesondere in den Bereichen klassischer und improvisierter Musik tätig. Künstlerische und musikpädagogische Arbeiten sind in mehreren CD- und Rundfunkeinspielungen sowie in Fernsehbeiträgen des Bayerischen Rundfunks, Südwestrundfunk und 3sat dokumentiert. Im Jahr 1994 gründete er das Orfeo Saxophone Quartet.
Seit 2024 ist Ortwein als Vorstandsmitglied im Wissenschaftsverbund Vierländerregion Bodensee EVTZmbH (Europäischer Verbund für territoriale Zusammenarbeit die Rechtsnachfolge der Internationale Bodensee-Hochschule) tätig.
Ortwein ist zudem als Herausgeber und Autor tätig.

## Publikationen (Auswahl)
- Communities of Practice an Musikhochschulen: Implikationen für die Hochschuldidaktik aus der Studierendenperspektive. Wien: LIT Verlag, 2020.
- Musikalisches Lernen im Spannungsfeld gesellschaftlicher Entwicklungsprozesse. impuls:vlk – Aufsätze, Vorträge und Schriften zur Musikpädagogik und Musikwissenschaft des Vorarlberger Landeskonservatoriums, (3–2017), 2–6.
- Der Wille als Steuermann. In S. Kruse-Weber & B. Borovnjak (Hrsg.), Gesundes und motiviertes Musizieren. Ein Leben lang Musikergesundheit zwischen Traum und Wirklichkeit (S. 167–178). Mainz 2015: Schott Music.
- Folk im Allgäu. In J. M. Ortwein & E. Fink-Mennel (Hrsg.), Lange Haare statt verzopftem Denken? Musik- und Jugendkultur in den 1970er Jahren in und um Vorarlberg (Bd. 3, S. 92–130). Feldkirch 2014: Vorarlberger Landeskonservatorium.
- Begabtenförderung als ein zentraler Auftrag von Musikhochschulen und Konservatorien. Ostinato – Akzente des Vorarlberger Landeskonservatoriums, 2-2013, 5–6.
- Willenstest Musik – Der Wille als Schlüssel zur Motivation beim Üben. üben & musizieren, 2013 (4), 50–51.
- Üben zwischen Lust und Frust – Empirische Überprüfung der Volitionalen Transferunterstützung im Kontext des Musikstudiums. Beiträge empirischer Musikpädagogik, 2012 3(1).
- Was ist geworden aus … Kirill Petrenko?. Ostinato – Akzente des Vorarlberger Landeskonservatoriums, 2012-2, 14–16.